# بوعمى
بوعمى أو بوعمي (بالصومالية: Boocame) إحدى بلدات محافظة سول شمال الصومال. تتمتع ولاية بونتلاند بسيطرة فعلية على البلدة منذ إنشاء الولاية في أغسطس 1998، إلا أن صوماليلاند تطالب بالبلدة، بوعمى هي عاصمة مقاطعة بوعمى التي تضم بلدات وقرى منها كَرِن جرفود، فرطدِن، دَن جُدبَن، عليلي، بورا وَدَل وجرعا دعرى وبريقوديجا.
تعتبر بوعمى مركزا تجاريا وتتمتع بروابط تجارية مع العديد من المدن مثل هرجيسا، وبربرة، وبرعو، وعيرجابو، ولاسعانود.

## التاريخ الحديث
في أوائل عام 1993، عقدت عشيرة طلبهنتي مؤتمرا للمصالحة في بوعمى (مؤتمر بوعمي الأول)، بمشاركة وفود من مغتربي طلبهنتي في كينيا، وعارض المشاركون في المؤتمر انفصال صوماليلاند، ورغم ذلك فقد شارك وفد من القبيلة مكون من 50 شخصًا في المؤتمر الوطني الثاني لصوماليلاند الذي انعقد في بورمه، وبعد مناقشات، قررت عشيرة طلبهنتي إنشاء مجلس خاص بها لتتمتع بالحكم الذاتي.:51وفي نهاية عام 1996، عُقد اجتماع آخر (مؤتمر بوعمي الثاني)، وقررت طلبهنتي معارضة صوماليلاند، ليشكل هذا أحد أسس إنشاء بونتلاند.:55
في يناير 2012 أعلنت عشيرة طلبهنتي إنشاء ولاية خاتمة وسعت للاستيلاء على لاساعنود وباقي المناطق التابعة لمحافظة سول، إلا أنها هُزمت في معركة مع الجيش الصوماليلاندي في 1 أبريل، وتراجعت إلى تليح وحدن وبوعمي.
في أكتوبر 2012، زارت مقوضية الانتخابات في بونتلاند بلدة بوعمي.
في فبراير 2013، قال عمدة بوعمي حيلي حسن شري إن عناصر من حركة الشباب أغاروا على ريف مقاطعة بوعمي متنكرين بأزياء رجال دين، وأن ولاية بونتلاند نشرت قواتها في الطرق القريبة لحراستها.
في ديسمبر 2013 أعلن شيخ العشائر القاطنة في بوعمي أوغاس عبد الله عيسي، أن بوعمي جزء من ولاية خاتومة.
في مايو 2015، زار مسؤولو وزارة التربية والتعليم بحكومة بونتلاند منطقة بوعمي لتقييم الوضع التعليمي.
في نوفمبر 2016 ضربت موجة جفاف منطقة بوعمي.
في يناير 2018 نفى عمدة بوعمي حيلي حسن شري شائعات عن وصول قوات صوماليلاند إلى بوعمي، وذكر أن بوعمي جزء من ولاية بونتلاند. وأوضح العمدة في مايو من نفس العام أن "مواطني بوعمي يحتجون على غزو صوماليلاند للمنطقة".
في أكتوبر 2020، انتشرت القوات عندما أعلنت قوة بونتلاند مشاركتها في أرض الصومال. 
في نوفمبر 2020، زار وفد برئاسة وزير الطيران بحكومة بونتلاند منطقة بوعمي، وأجرى الوفد جولة تفقدية لمشاريع المياه في هذه المنطقة.
في يناير 2021 أُجريت الانتخابات البرلمانية في جميع أنحاء صوماليلاند، ما عدا بوعمي.
في 26 فبراير 2021 خرجت مظاهرات مؤيدة للرئيس المنتهية ولايته في حكومة الصومال الفيدرالية محمد عبد الله محمد في بوعمي.
في نهاية فبراير 2021 أعلن وزير الداخلية في بونتلاند محمد عبد الرحمن طبنعد أنه سيتم إنشاء مجلس محلي لمقاطعة بوعمي.
في أوائل أغسطس 2021 نفى شيوخ العشائر في بوعمي تقارير أفادت بانتهاك اتفاق المصالحة بين عشائر ساح-ميجاج وسنجا-جبي. وفي نهاية أغسطس اندلعت اشتباكات ضارية في قرية فينلي، بين برتاطير وبوعمي.
في يناير 2022 زار نائب رئيس حكومة بونتلاند أحمد علمي عثمان بلدة بوعمى والتقى شيوخ العشائر في منطقة ساح-ميجاج، وصرح بأنه لن يعود إلى جروي عاصمة بونتلاند، حتى يتم حل النزاع بين عشائر ساح ميجاج وسنجا جبي.
في 18 مايو 2022، أفادت تقارير بأن الجيش الصوماليلاندي استولى على بوعمي، وفي يونيو اتهمت حكومة صوماليلاند ولاية بونتلاند بالتحريض على الحرب في المنطقة. ووفقا لوزير الإعلام في صوماليلاند، فإن قوات تابعة لبونتلاند تتمركز في جَلَلَب بمقاطعة بوعمي. وفي 23 يونيو رفعت بونتلاند التصنيف الإداري لمدينة بوعمي من "C" إلى "B".
في 1 نوفمبر 2022، احتلت قوات صوماليلاند منطقة بوعمي بآليات عسكرية مجهزة بأسلحة ثقيلة وبنت قاعدة عسكرية فيها.

## التركيبة السكانية
تستوطن عشائر البهانتة بشكل رئيسي مدينة بوعمي، وأبرزها حسن أوغاس.